# Hadena praedita
Hadena praedita är en fjärilsart som beskrevs av Jacob Hübner 1827. Hadena praedita ingår i släktet Hadena och familjen nattflyn. Inga underarter finns listade i Catalogue of Life.